# Якты-Юл (Башкортостан)
Якты-Юл (баш. Яҡты Юл) — деревня в Ишлинском сельсовете Аургазинского района Республики Башкортостан.
С 2005 современный статус.

## История
Название происходит от назв. колхоза «Якты юл».
Статус деревня, сельского населённого пункта, посёлок получил согласно Закону Республики Башкортостан от 20 июля 2005 года N 211-з «О внесении изменений в административно-территориальное устройство Республики Башкортостан в связи с образованием, объединением, упразднением и изменением статуса населенных пунктов, переносом административных центров», ст.1:

6. Изменить статус следующих населенных пунктов, установив тип поселения — деревня:

5) в Аургазинском районе:…

я20) поселка Якты Юл Ишлинского сельсовета

## Население
| 2002 | 2009 | 2010 |
| ---- | ---- | ---- |
| 62   | ↘58  | ↘52  |

Национальный состав
Согласно переписи 2002 года, преобладающая национальность — татары (97 %).

## Географическое положение
Расстояние до:
- районного центра (Толбазы): 19 км,
- центра сельсовета (Ишлы): 4 км,
- ближайшей ж/д станции (Белое Озеро): 40 км.